# Rubén Bautista
Rubén Bautista Escalera ist ein mexikanischer Poolbillardspieler.

## Karriere
Im September 2009 wurde Rubén Bautista im Finale gegen den Nicaraguaner Juan Mairena Panamerikameister im 8-Ball. Im April 2010 schied er bei der 8-Ball-Weltmeisterschaft in der Vorrunde aus. Bei der Panamerikameisterschaft 2010 wurde er im 8-Ball Dritter. 2014 erreichte Bautista den zweiten Platz beim Nick Varner Classic und bei den Hard Times 10-Ball Open. Im Januar 2015 gelang ihm beim 9-Ball-Mini-Event des Derby City Classic der Einzug ins Finale, in dem er dem Niederländer Marco Teutscher unterlag. Bei der 10-Ball-WM 2015 schied Bautista in der Runde der letzten 32 gegen den späteren Weltmeister Ko Pin-yi aus. Im Juli 2015 gewann er bei der Panamerikameisterschaft die Bronzemedaille im 9-Ball. Im September 2015 zog er nach Siegen gegen Bader al-Awadhi und Radosław Babica erstmals in die Finalrunde der 9-Ball-Weltmeisterschaft ein, in der er nach einer 3:11-Niederlage gegen Darren Appleton in der Runde der letzten 64 ausschied. Bei der 9-Ball-WM 2016 schied er in der Vorrunde aus. Im August 2016 erreichte er beim 10-Bal-Wettbewerb der Panamerikameisterschaft das Finale und verlor es gegen Enrique Rojas.

## Erfolge
| 8-Ball-Panamerikameister: | 2009 |